# The Orchard
The Orchard Enterprises Inc. ist ein US-amerikanisches Medienunternehmen. Das Unternehmen wurde 1997 von Richard Gottehrer und Scott Cohen in New York City gegründet. Der Schwerpunkt liegt auf dem Vertrieb von Digitalaudio, Digital Video und Neuer Medien via Online-Musikhändler, Werbeunternehmen, Musik- und Filmagenturen sowie Labels, wie Barsuk Records, Nuclear Blast und Daptone Records. Orchard ist in 27 Ländern durch Mitarbeiter vertreten.

## Geschichte
Ursprünglich war Orchard Tochterunternehmen von Dimensional Associates, welchen auch eMusic gehört. Nach dem Verkauf an DMGI wird es an der Börse gehandelt. Das Unternehmen vergrößerte sich um TVT Records. Orchard steht mit Amie Street und Wynton Marsalis im Vertrag. 
Seit 2015 gehört Orchard zu Sony Music Entertainment. Die Orchard Enterprises Entertainment GmbH  in Hamburg ist die deutsche Niederlassung.

## Fusion mit der Independent Online Distribution Alliance (IODA)
Am 6. März 2012 wurde bekannt, dass The Orchard und die Independent Online Distribution Alliance (IODA) fusionieren. Ebenfalls hält Sony Music Entertainment eine Beteiligung an dem neuen Unternehmen. Gemäß Medienberichten rechnet man durch die Fusion mit einem zukünftigen Umsatz von 130 Millionen US-Dollar.

## YouTube
Nutzer der YouTube-Plattform haben Bedenken bezüglich der Praxis des Unternehmens bei Klärungen von Urheberrechten geäußert. In einem Artikel der The Daily Rind beschreibt der Konzern, dass Audiospuren, die durch YouTubes content identification system gefunden werden und die mit Audiomaterial der Orchard-Klienten übereinstimmt, automatisch an YouTube gemeldet werden. Darüber hinaus besteht die Möglichkeit, Urheberrechtsfragen über das content identification system zu disputieren. The Orchard ist in diesem Zusammenhang von YouTube-Nutzern wiederholt kritisiert worden, da sie zu Unrecht wegen Urheberrechtsverletzungen beschuldigt wurden – insbesondere auch in Fällen, in denen der Konzern keine Urheberrechte an dem verwendeten Material besaß.
Eine Praxis, die sich inzwischen durchgesetzt hat und auf den Kanälen als Thema oder Topic zu erkennen ist, ist, dass Veröffentlichungen von Independent-Musikern von YouTube per Algorithmus autogeneriert werden, ohne dass die Labelinhaber oder Musiker dafür extra benachrichtigt werden. Die Verträge bestehen ausschließlich mit den Vertrieben. Soweit Musikdateien über mehrere Vertriebe vertrieben werden, bedeutet das, dass die Rechtslage einigermaßen unübersichtlich ist. Absehbar ist, dass, soweit Musiker ihre Contents gelöscht haben wollen, ein aufwändiger und teurer Rechtsstreit ansteht. Das zum Beispiel besonders auch, wenn andere eigene Contents uploaden und monetarisieren. Eine Möglichkeit, dagegen anzugehen, ist, YouTube und alle weiteren Vertriebe von vornherein als Empfänger von Distributionsleistungen zu streichen. Ebenso erforderlich ist es, bei Veröffentlichungen für eine Eintragung in YouTubes Content-ID-System zu sorgen.